# 110393 Rammstein
110393 Rammstein eller 2001 TC8 är en asteroid som är döpt efter det tyska rockbandet Rammstein. Den upptäcktes den 11 oktober 2001 av den franske astronomen J.-C. Merlin vid Le Creusot-observatoriet.